# ウクライナ (ミサイル巡洋艦)
ウクライナ（ウクライナ語:Українаウクライィーナ）は、ウクライナのミサイル巡洋艦(Ракетний крейсер)である。1164.1号計画「アトラーント」型ミサイル巡洋艦の4番艦。ソ連が起工した最後の巡洋艦でもある。艦名を「ヴィーリナ・ウクライナ（ウクライナ語：Вільна Україна、「自由なウクライナ」の意）」とされることがあるが、艦尾には「Україна（ウクライナ）」のみ書かれている。

## 概要

### 起工
巡洋艦ウクライナは、ソ連時代にソ連海軍向けの巡洋艦として計画された。当初の艦名は、ロシア語で「コムソモール員」という意味のコムソモーレツ(Комсомолецカムサモーリェツ)であった。
1980年6月9日付けで海軍に登録、1984年8月29日にはウクライナ共和国・ムィコラーイウの61コムナール記念工場(第445海軍工廠、現・ムィコラーイウ造船所)で起工された。工場番号は、2011であった。
その後、1985年3月23日にはアドミラール・フロータ・ローボフ(Адмирал Флота Лобовアドミラール・フロータ・ローバフ)に改称された。新しい艦名は、「海軍上級大将ローボフ」という意味である。ローボフは1990年8月11日に進水、しかしその翌年ソ連は崩壊しウクライナは独立した。
当初はそのまま解体予定と報道されたが、明くる年の1992年には93 - 94年に竣工予定と報道された。このときの艤装完成度は70 %とされる。しかし、ローボフは結局1994年までには竣工しなかった。
ローボフは、他の姉妹艦が3年ないし4年で進水しているのに対し、起工から進水までに6年かかっている。これは当時のソ連の財政状況の煽りを受けた可能性が指摘されている。

### ウクライナへの編入
1993年3月18日には、艦の完成度は75 %であった。この時点で、独立ウクライナはこの巡洋艦を自国艦として完成させる計画であった。巡洋艦の所有権争いは最終的にウクライナ海軍に帰属するということで決着し、この日付でロシア海軍を除籍され、10月1日には構成員が解体された。正式にウクライナに所有権の移ることとなった巡洋艦は、ハルィチナー(Галичинаハルィチナー)と改称された。新たな艦名は、西ウクライナの伝統的地域名称に由来している。
しかし、1990年代のウクライナ経済は極めて悪化し、巡洋艦の建造どころではなかった。1998年2月17日には、艦名はその名も将にウクライナと改められた。これは、当時のレオニード・クチマ大統領がウクライナ海軍への編入を公式に決断したためであった。
ウクライナ海軍は2001年竣工予定として、ウクライナの艤装を進めた。しかし予算不足から竣工できず、95 %の最終艤装状態で放置された。2005年9月5日には、ウクライナ政府第385指令により巡洋艦はウクライナ国防省の管理下に入った。

### 茨の道
その後、ウクライナは巡洋艦を中華人民共和国へ売却する計画を立てていたが、アメリカ政府がNATO加盟や経済援助の見返りとして中国への軍事技術供給停止をウクライナ政府に要請、結局スラヴァ級ミサイル巡洋艦の中国輸出は中止された。
以前の所有国であるロシアも当初は再取得に意欲を見せていたが、2005年5月、ロシア国防省の海上兵器局長アナトーリー・シュレモフ少将は「戦術的及び経済的な根拠に基付く兵器発展の条件下において、巡洋艦と戦艦は存在する権利を有していない」と発言し、スラヴァ級4番艦に関しても「これは、構想に関しても、構造に関しても、前世紀1980年代の艦である」と評し、同艦をロシアが取得する意図を完全に否定した。

### 現況
2007年初には潜水艦ザポリージャとともに巡洋艦ウクライナは売却されることが決定され、2007年2月、ロシアとウクライナは共同で巡洋艦を完成、輸出するために協力することで合意した、と報じられた。潜在的な売り込み先として、インドと中国の2カ国が考慮されている。
ウクライナ海軍は、保有するフリゲートを退役させ巡洋艦の建造を中止する傍ら中・小型のコルベットの建造に力を入れており、今後の主力艦としてハイドゥーク21型コルベットを提示している。大型フリゲートである22350号計画型を準備しているロシア海軍にとっても、艦船の小型万能化を進めるウクライナ海軍にとっても、もはや新たなミサイル巡洋艦は魅力あるものとは映らなくなっている。
2009年3月18日、ウクライナのティモシェンコ内閣は、内閣指令第307号「巡洋艦ウクライナの購入と就役の費用に関して」を発令、巡洋艦ウクライナを2009年中に就役させる事を決定したが、2009年中に竣工することは無かった。
2014年3月18日、ウクライナは未完成の本艦を売却する方針であることを発表した。2017年3月26日、ポロシェンコ大統領は61コムナール記念工場の従業員の未払賃金に充てる為、兵装やタービンを除去し売却する事を決定した。2017年12月21日、ウクライナ国防省はUkroboronpromに対し、ウクライナ海軍は同艦を必要としないと通知し軍の必要性のため、艦を完成させることは不適切であることを確認した。Ukroboronpromは内閣による最終決定を待っているとし艦を完成させる準備ができているが、仮に完成させる場合2018年の国防命令で資金を提供する必要があるとした。また未完成のまま売却する案、あるいは売却せず維持し2018年の資金を待つかの2つの選択肢があり内閣が提案したこの問題を解決するための他の選択肢を検討する用意があると発表した。
2018年8月18日、ブラジルへの売却が計画されていると報道された。売却の場合非武装状態で引き渡され、ブラジルにおいてState Research and Design Shipbuilding Centerが現代の兵器、航行、通信、制御システムなどを提供する設計文書の新しいパッケージを開発する。結局この売却計画も実現せず、2021年7月になってもウクライナはムィコラーイウ造船所の艤装岸壁に係留されたままだった。
2023年2月9日、オレクシー・ネイツパパ海軍司令官とオレクシー・レズニコウ国防大臣、リトアニアのアルヴィーダス・アヌシャウスカス国防大臣がムィコラーイウ造船所を視察した。視察後、レズニコウ国防大臣がウクライナを博物館船にする可能性に言及した。

### 画像リンク
- 未完のウクライナ(2004年7月10日撮影) (黒海艦隊の公式解説ページ) （ロシア語）

### 解説リンク
- Guided Missile Cruiser "Ukraina" - Project 1164 / Slava class (黒海艦隊の公式解説ページ) （英語）
- Ракетный крейсер проекта 1164.1 "Адмирал Флота Лобов" （ロシア語）
- Ракетный крейсер проект 1164 （ロシア語）
- Сайт «АТРИНА» • Ракетный крейсер пр.1164 «Атлант» типа «Слава», Slava class （ロシア語）
- Ракетный крейсер проекта 1164 （ロシア語）
- RusArmy.com - Ракетный крейсер проекта 1164 "Атлант" （ロシア語）
- Энциклопедия кораблей /Крейсера /1164 Слава （ロシア語）